# Gari Paubandt

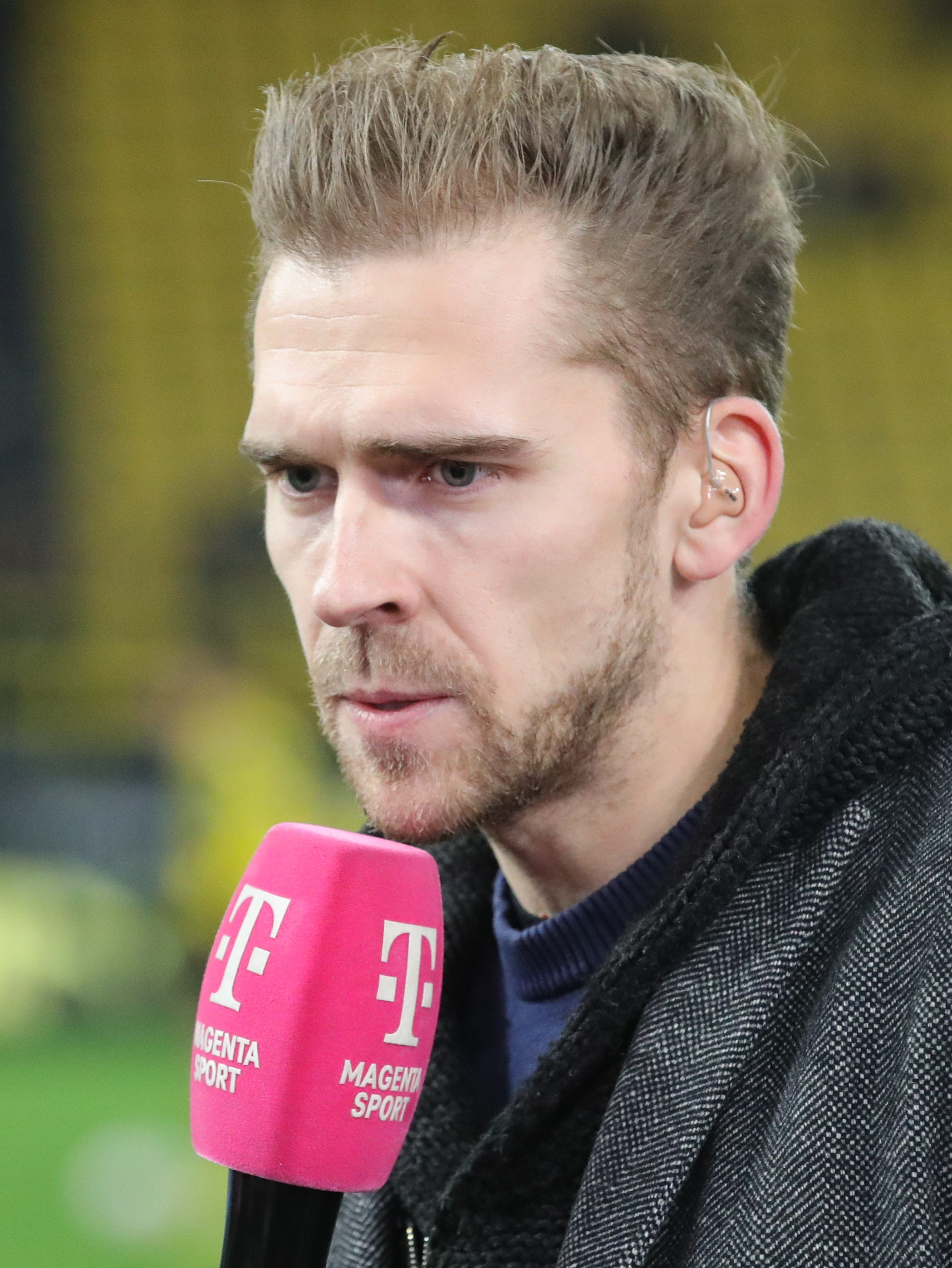
Gari Paubandt (2022)

Gari Paubandt (* 1989 in Berlin) ist ein deutscher Sportjournalist, Fernsehkommentator und -moderator.

## Werdegang
Der gebürtig aus Berlin-Köpenick stammende Paubandt betrieb als Jugendlicher Kampfsport und spielte Handball. Er erwog ein Lehramtsstudium, durchlief dann aber eine Ausbildung an einer Medienakademie in Hamburg und war anschließend als Praktikant beim Fernsehsender Hamburg1 tätig. In der Folge arbeitete er unter anderem für Sport1, den Hamburger SV, Sky, Eurosport, DAZN, Magenta Sport, das ZDF und Dyn Media.
Zu den Sportarten, über die Paubandt in seiner sportjournalistischen Tätigkeit bereits berichtete, gehören insbesondere Handball, Fußball, Tennis und Motorsport.
Bei den 2021 ausgetragenen Olympischen Sommerspielen 2020 setzte ihn das ZDF als Kommentator der Wettbewerbe Skateboard und 3-gegen-3-Basketball ein. 2021 und 2022 war Paubandt Protagonist der Sendereihe Mein erstes Mal – Der Sportartentester.
Seit dem Saisonstart 2023/24 kommentiert Paubandt Spiele der Handball-Bundesliga der Männer und Frauen sowie weiterer Handball-Turniere auf Dyn. Seit 2024 ist er für das ZDF als Kommentator von Fußballspielen tätig.